# Ferdynand Antoni Ossendowski
Ferdynand Antoni Ossendowski (27. května 1878, Ludza – 3. ledna 1945, Grodzisk Mazowiecki) byl polský spisovatel, novinář, cestovatel a známý antikomunistický aktivista. Proslavil se knihou Zemí lidí, zvířat a bohů (polsky Przez kraj ludzi, bogów i zwierząt; napsaná původně anglicky pod názvem Beasts, Men and Gods), kde popsal svůj útěk z bolševického Ruska přes Mongolsko až do Tibetu, a kde mj. zpopularizoval pověst o himálajské podzemní říši Agartha. Ossendowski psal nejprve v ruštině, poté v angličtině a nakonec v polštině.

## Život
Narodil se na území dnešního Lotyšska (tehdy Ruské impérium). Byl synem lékaře Marcina Ossendowskiho a Wiktorie, rozené Bortkiewiczové. Rodina měla tatarské kořeny, šlechtický erb a byla kalvínská. Po narození Ferdinandovy sestry se rodina Ossendowských přestěhovala do Pskovské gubernie a v roce 1884 do Kamence Podolského, jež byl tehdy také ovládán Ruskou říší. Tam začal mladý Ossendowski navštěvovat ruské gymnázium, byť absolvoval – po dalším přestěhování – až v Petrohradě. Poté studoval matematiku a přírodní vědy na Petrohradské univerzitě, kde se stal asistentem přírodovědce Szczepana Zalewského. Během této doby se zúčastnil vědeckých expedic na Kavkaz, k Dněstru, Jeniseji a k jezeru Bajkal. Dostal se také do Číny, Japonska, Indie a na Sumatru. Dojmy z Indie se staly základem jeho prvního románu Mraky nad Gangou. Kvůli účasti na studentských bouřích v roce 1899 musel opustit Rusko. Odjel do Paříže, kde studoval fyziku a chemii u Marcellina Berthelota na Sorbonně. Zde měl také příležitost setkat se s Marií Curie-Skłodowskou.
Po návratu do Ruska se stal docentem na Tomské technické univerzitě. Na univerzitě však nezůstal dlouho, neboť dal přednost své vášni - cestování. V roce 1905, po vypuknutí rusko-japonské války, byl vyslán do Mandžuska, kde prováděl geologické průzkumy při hledání surovin potřebných pro armádu. Byl zatčen a odsouzen k trestu smrti za organizování protestů v Charbinu proti ruským represím v Kongresovém Polsku. Šťastnou shodou okolností se vyhnul popravě a dostal milost. Krátce poté byl zvolen předsedou Revolučního nejvyššího výboru, který po určitou dobu držel v Mandžusku moc. Později byli členové výboru zatčeni a Ossendowski byl odsouzen k jednomu a půl roku vězení. Na svobodu se vrátil v roce 1908. V roce 1911 mu vyšla kniha V lidském prachu, věnovaná jeho vězeňským zkušenostem. Příznivě ji recenzoval i Lev Nikolajevič Tolstoj. Ossendowski po propuštění navázal spolupráci s mnoha ruskými novinami. Když v roce 1909 začal v Petrohradě vycházet polsky psaný Dziennik Petersburgski, stal se i jeho dopisovatelem a poté redaktorem.
V roce 1918 opustil revoluční Petrohrad a odešel do Omsku. Během ruské občanské války aktivně spolupracoval s bělogvardějci; byl v jistou dobu i poradcem admirála Kolčaka. Na Západ předal tzv. Sissonovy dokumenty, které ukazovaly, že Lenin byl agentem německé rozvědky a že činnost bolševické strany byla financována německými penězi. Ačkoli některé zdroje považují tyto dokumenty za padělané, Leninova spolupráce s Němci byla historiky prokázána.
Po pádu Kolčaka byl intenzivně hledán bolševickou politickou policií (Čekou). Díky své mimořádné přizpůsobivosti (mluvil plynně sedmi jazyky včetně čínštiny a mongolštiny) se mu podařilo dostat z bolševiky ovládaného Ruska do Mongolska. V jeho hlavním městě Urga (dnes Ulánbátar) se stal poradcem barona Ungerna, který se stal načas vojenským diktátorem Mongolska a byl též zvaný "krvavý baron". Podrobnosti o Ossendowského roli v Mongolsku nejsou známy, on sám se o tom až do konce života zdráhal mluvit. Oblíbenou legendou je, že Ossendowski tehdy získal informace o obrovském pokladu, který Ungern ukryl kdesi v mongolských stepích.
Na přelomu let 1920 a 1921 vyšla v New Yorku jeho kniha Beasts, Men and Gods. Ta mu zajistila světovou slávu a byla rychle přeložena do 19 jazyků. Ossendowski v ní popsal své vzpomínky na útěk z Ruska zachváceného chaosem revoluce. Určité rozpaky plynou z toho, že se kniha do značné míry tváří jako reportážní, ale obsahuje i různé konfabulace a fantaskní prvky. Upozornil na to zejména švédský cestovatel Sven Hedin, kterému se nezdály zejména Ossendowského popisy Tibetu a označil kvůli tomu několikrát Ossendowského za podvodníka.
Do Polska se Ossendowski vrátil v roce 1922. Brzy se rozvedl se svou první ženou, Ruskou, a 10. června 1923 se ve Varšavě oženil s mladičkou profesorkou na varšavské hudební konzervatoři. V meziválečném období se pak věnoval literární činnosti. Vydal mnoho románů, většinou šlo o "cestovatelské romance", lze je řadit také do žánru dobrodružné literatury, některé i do žánru literatury pro děti a mládež. Celkem napsal 77 knih. Dočkaly se 150 překladů do 20 jazyků. Nějakou dobu patřil mezi pět nejčtenějších spisovatelů na světě. Jeho knihy byly srovnávány s knihami Kiplingovými, Londonovými a Mayovými. V meziválečném období dosáhl celkový náklad jeho knih 80 milionů výtisků. Pokud jde o množství překladů do cizích jazyků, byl Ossendowski v Polsku druhý za Henrykem Sienkiewiczem. Krom dobrodružné literatury se věnoval i antikomunistické publicistice, k nejvýznamnějším z této linie patří jeho kniha Lenin, jakási beletrizovaná biografie vůdce Říjnové revoluce a mimořádně ostrá kritika komunismu. Populární byla též kniha Cień Ponurego Wschodu: (za kulisami życia rosyjskiego).
V únoru 1943 vstoupil do ilegální Národní strany. Poslední měsíce svého života strávil v Żółwinu. 3. ledna 1945 byl s nevolností převezen do nemocnice ve městě Grodzisk Mazowiecki. Zemřel těsně před vstupem Rudé armády do města (což bylo vzhledem k jeho antikomunismu asi štěstí svého druhu) a byl pohřben na hřbitově v Milanówku. Svůj archiv, kde byla asi i řada informací zpravodajského druhu, stihl před smrtí zničit. Po vstupu Rusů do města byl ihned intenzivně hledán. Když sovětská tajná policie NKVD zjistila, že zemřel, nechala jeho tělo exhumovat, aby se ujistila, že jeho smrt nebyla jen fingována. Dobrodružná interpretace této události říká, že důstojníci NKVD hledali v jeho hrobě nějaké vodítko k nalezení pokladu barona Ungerna. Po nástupu komunistů k moci v Polsku byly Ossendowského knihy zakázány a staženy z knihoven.